# هنري أليسون
هنري أليسون (14 يوليو 1828 في أستراليا - 12 مايو 1881 في الولايات المتحدة) (بالإنجليزية: Henry Allison)‏ هو لاعب كريكت أسترالي. لعب مع فريق تسمانيا للكريكت.

## وصلات خارجية
- هنري أليسون على موقع إي آس بي آن كريك إنفو (الإنجليزية)